# مرتفعات كاميرون
مرتفعات كاميرون (بالملايوية:Tanah Tinggi Cameron، بالصينية: 金馬崙 高原،التاميلية: கேமரன் மலை) هي منطقة في فهغ، ماليزيا، تشغل مساحة 712.18 كيلومتر مربع (274.97 ميل مربع). إلى الشمال، تلامس حدودها حدود كلنتن. إلى الغرب، تشترك في جزء من حدودها مع فيرق. تقع مرتفعات كاميرون في الطرف الشمالي الغربي من فهغ على بعد حوالي 90 كيلومترًا (56 ميلًا) شرقًا من إيبوه، أو ما يقرب من 200 كيلومتر (120 ميل) شمالًا من كوالالمبور أو حوالي 355 كيلومترًا (221 ميلًا) من كوانتان، عاصمة فهغ. إنها أصغر بلدية في الولاية.
مُسحت المنطقة بواسطة الجيولوجي والمستكشف الحكومي ويليام كاميرون في عام 1885، وتتكون من ثلاثةمُقيمات (مقاطعات فرعية)، وهي رينغليت ، وتاناه راتا، وأولو تيلوم. مستوطناتها الثمانية هي رينغليت و تاناه راتاه (المركز الإداري) وبرينشانغ ووادي بيرتام ومزرعة كيا وترينكاب وكامبونغ كوالا تيرلا وكامبونغ راجا والوادي الأزرق. تقع جميعها على ارتفاعات تتراوح من 800 متر (2600 قدم) إلى 1603 متر (5259 قدمًا) فوق مستوى سطح البحر.
تُعد النجود، التي طُورت في ثلاثينيات القرن الماضي، واحدة من أقدم المواقع السياحية في ماليزيا. بصرف النظر عن مزارع شاي عربي الخاصة بها، تتميز الهضبة بطقسها البارد، وبساتينها، ودور الحضانة، والأراضي الزراعية، والشلالات، والأنهار، والبحيرات، والحياة الفطرية، والغابات الضبابية، وملاعب الغولف، والفنادق، ودور العبادة، البناغل، وسيارات ستارتيك لاند روفر ديفندر، والمتحف والسكان الأصليين (أورانغ أسلي).